# اراضی قلعه‌نو
اراضی قلعه‌نو یا قلعه‌نو روستایی در دهستان وکیل‌آباد بخش مرکزی شهرستان ارزوئیه استان کرمان ایران است.

## جمعیت
بر پایه سرشماری عمومی نفوس و مسکن در سال ۱۳۹۵ جمعیت این روستا ۷۳ نفر (۲۱خانوار) بوده‌است.